# Gens Asinia
La gens Asinia fu una famiglia plebea dell'Antica Roma, che acquistò importanza nel I secolo a.C.  La prima persona di questo nome che viene ricordata è Erio Asinio (90 a.C.), nella Guerra Sociale.

## Origini
Gli Asinii venivano da Teate, la città più importante dei Marrucini, ed il loro nome deriva da asina, che era un cognomen degli Scipioni, come asellus lo era per gli Annii ed i Claudii. L'Erio del quale parla Silio Italico al tempo della Seconda Guerra Punica, 218 a.C. circa, era un antenato degli Asinii.

## Praenomina
I primi Asinii portavano il praenomen osco Herius (Erio), che era molto diffuso tra i loro antenati. Comunque a Roma la famiglia usò praenomina latini più diffusi Gaio, Gneo, Lucio, Marco e Servio.

## Rami e cognomina
I principali cognomina degli Asinii sono Agrippa, Celere, Dentone, Gallo, Pollione and Salonino.  Di questi Pollio è il primo e diede origine a molti degli altri. Gaio Asinio Pollione, console nel 40 a.C. fu il padre di Gaio Asinio Gallo Salonino, i cui figli presero i cognomina Pollione, Agrippa, Salonino, Celere e Gallo.  Gli Asinii Marcelli furono i discendenti di Marco Asinio Agrippa.
Un'altra famiglia degli Asinii, forse imparentata con i Pollione, prese i cognomina Rufo, Basso, Frugi, Nicomaco e Quadrato. Non è chiaro da quale famiglia discendessero invece Asinius Dentone, centurione sotto Marco Calpurnio Bibulo, o Gaio Asinio Lepido Pretestato che fu console nel 242.

## Membri della gens

### Asinii Pollioni e Galli
- Erio Asinio, comandante dei Marrucini durante la Guerra Sociale, probabilmente nonno di Gaio Asinio Pollione.
- Gaio Asinio Cn. f. Pollione, distinto oratore, poeta e storico dell'età Augustea, console nel 40 a.C.
- Asinio Cn. f. Marrucino, conosciuto per le sue pratiche battute.[4]
- Asinia C. f. Cn. n., moglie di Marco Claudio Marcello Esernino, console nel 22 a.C.[5][6]
- Asinio Pollione, filosofo che succedette a Timagene nella sua scuola.
- Lucio Asinio Gallo, celebrò un trionfo nel 26 a.C.[7]
- Gaio Asinio C. f. Cn. n. Gallo, console nell'8 a.C.
- Gaio Asinio C. f. C. n. Pollione, console nel 23.[8][9]
- Marco Asinio C. f. C. n. Agrippa, console nel 25.
- Gneo Asinio C. f. C. n. Salonino.[10]
- Servio Asinio C. f. C. n. Celere, console suffectus nel 38, apparentemente messo a morte dell'imperatore Claudio.[11][12]
- Asinia Agrippina Ser. f. C. n.
- Lucio Asinio C. f. C. n. Gallo, esiliato per cospirazione contro Claudio.[13][14]
- Marco Asinio M. f. C. n. Marcello, figlio di Marco Asinio Agrippa, fu console nel 54.
- Lucio Asinio Gallo, console nel 62.[15]
- Asinio Pollione, comandante di un reggimento di cavalleria al servizio di Lucceio Albino in Mauretania, fu ucciso nel 69 quando le truppe si allearono con Vitellio.[16]
- Lucio Asinio Pollione Verrucoso, console nell'81.[7][17]
- Marco Asinio M. f. M. n. Marcello, console nel 104.

### Asinii Rufi e Quatrati
- Asinio Rufo, amico di Tacito e Plinio il Giovane, il quale Asinio Basso, figlio di Rufo, a Fundano.[18]
- Asinio Basso, figlio di Asinio Rufo, raccomandato a Fundano da Plinio il Giovane.[18]
- Gaio Asinio Frugi, triumvir monetalis in Frigia tra il 98 ed il 116.
- Gaio Asinio Rufo, forse il figlio di C. Asinius Frugi, diventò senatore nel 136.
- Gaio Asinio C. f. Nicomaco, nato nel 135 ca.
- Gaio Asinio C. f. C. n. Rufo, nato nel 160 ca.
- Gaio Asinio C. f. C. n. Quadrato Protimo, nato nel 165 ca., proconsole di Achea nel 211 ca.
- Gaio Asinio C. f. C. n. Giulio Quadrato.
- Gaio Asinio C. f. C. n. Quadrato, nipote (figlio del fratello) di Protimo, noto storico del III secolo.

### Altri
- Asinio Dentone, persona che Cicerone chiama nobilis sui generis, era primus pilus sotto Marco Calpurnio Bibulo nel 51 a.C., e fu ucciso nei pressi dei Monti Nur.[1][19]
- Asinio, amico di Marco Antonio, che si infiltrò furtivamente nel senato dopo la morte di Cesare, 44 BC.[20]
- Gaio Asinio Lepido Pretestato, console nel 242.